# Rineloricaria pentamaculata
Rineloricaria pentamaculata es una especie de peces de la familia Loricariidae en el orden de los Siluriformes.

## Distribución geográfica
Se encuentran en Sudamérica: cuenca del río Turvo en São Paulo (Brasil).